# Denis Rooke
Denis Eric Rooke, OM, CBE, FRS, FREng (New Cross, South London, 2 de abril de 1924 — 2 de setembro de 2008) foi um industrial e engenheiro britânico.